# Michael Krauss
Pour les articles homonymes, voir Krauss.
Michael E. Krauss (né le 15 août 1934 à Cleveland (Ohio) et mort le 11 août 2019 à Needham (Massachusetts)) est un linguiste américain.
Il est spécialiste des langues amérindiennes na-dené, particulièrement du proto-athabaskan, pré-proto-athabaskan, la langue eyak, langue qui a disparu en janvier 2008 avec la mort de son dernier locuteur Marie Smith Jones et pour laquelle Michael Krauss a créé un dictionnaire et une méthode d'apprentissage. Il s'est aussi intéressé aussi à d'autres langues athabaskan et aux langues eskimo-aléoutes.

## Biographie
Michael Krauss a obtenu un B.A. de l'université de Chicago en 1952, puis M.A. l'université Columbia en 1954 et un Ph.D. de l'université Harvard en 1959. Il commença au début de sa carrière de linguiste par mener des travaux sur le gaélique en Irlande occidentale (1956-1958)
Lors de son intervention en 1991 auprès de la Linguistic Society of America, Michael Krauss fut parmi les premiers à faire prendre conscience du problème global des langues en danger. Il travailla par la suite sans relâche à encourager la documentation et la revitalisation des langues en danger à travers le monde.
Michael Krauss, professeur émérite, rejoignit l'université de l'Alaska à Fairbanks en 1960 et fut directeur du centre des langues indigènes d'Alaska de sa création en 1972 jusqu'à sa retraite en 2000. Il reste actif dans la documentation des langues indigènes d'Alaska et pour la sensibilisation au problème des langues menacées de disparition.